# PC-7 Team

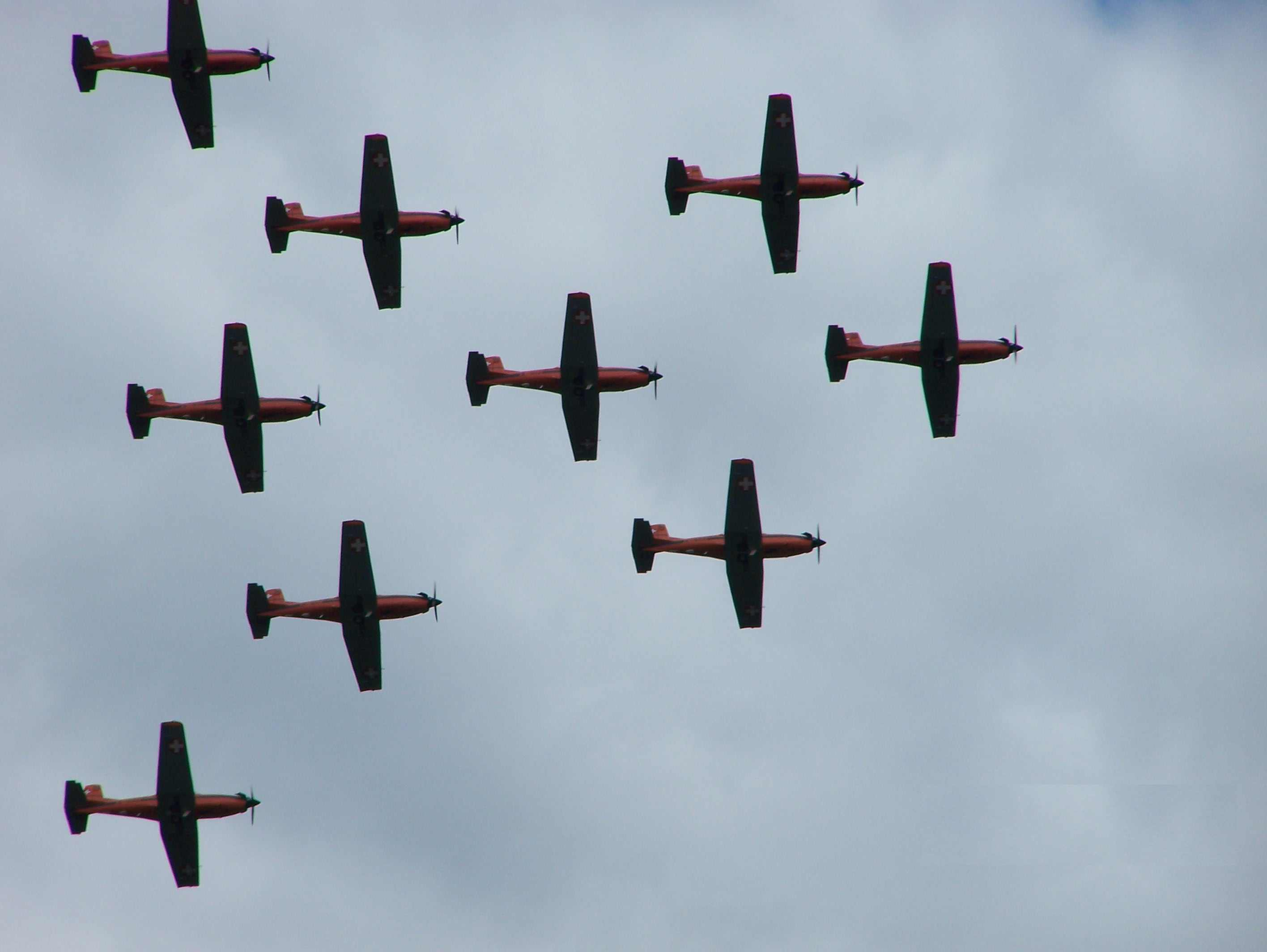
PC-7 Team in formazione "Super Canard"

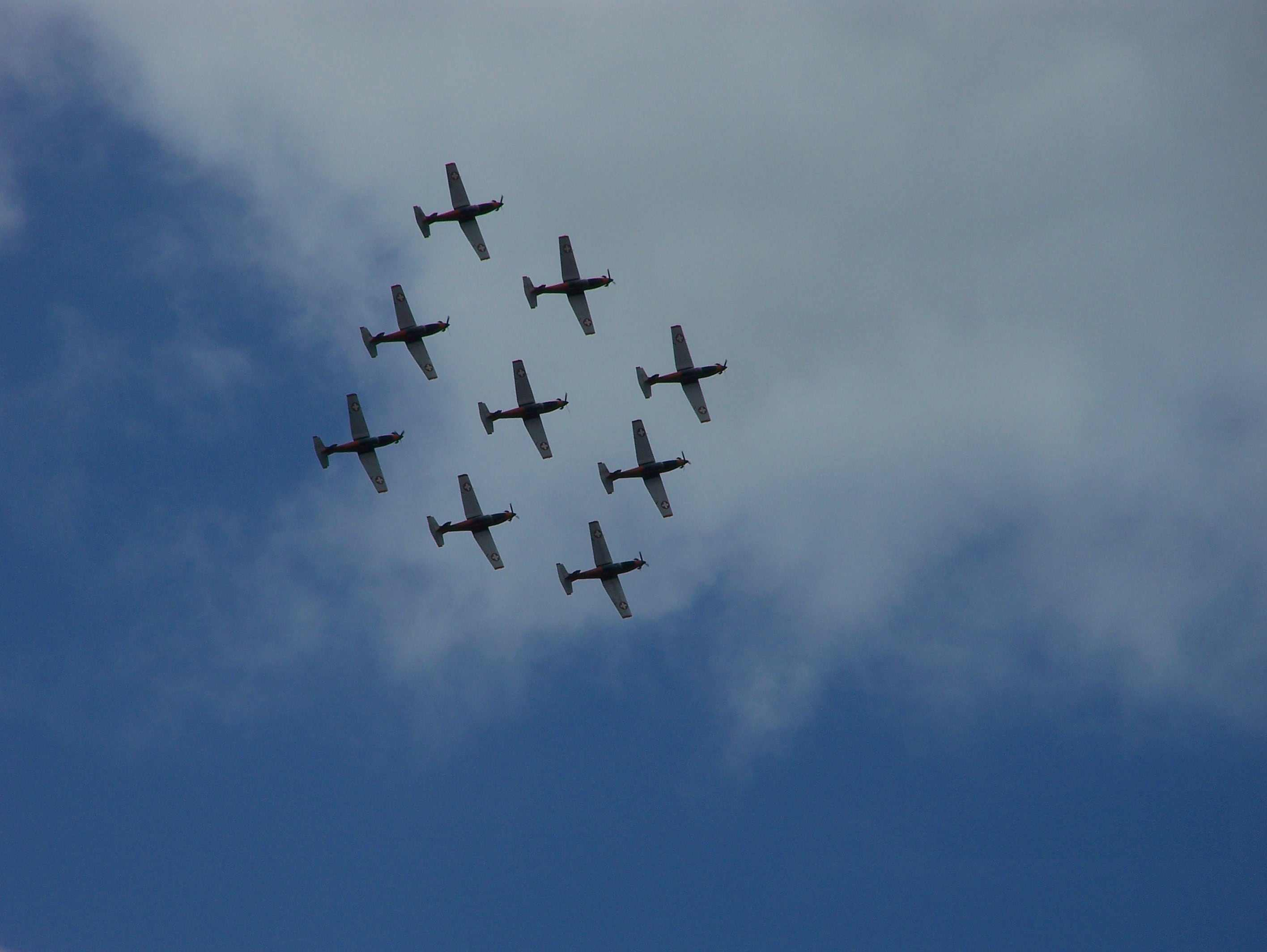
PC-7 Team in formazione "diamante"

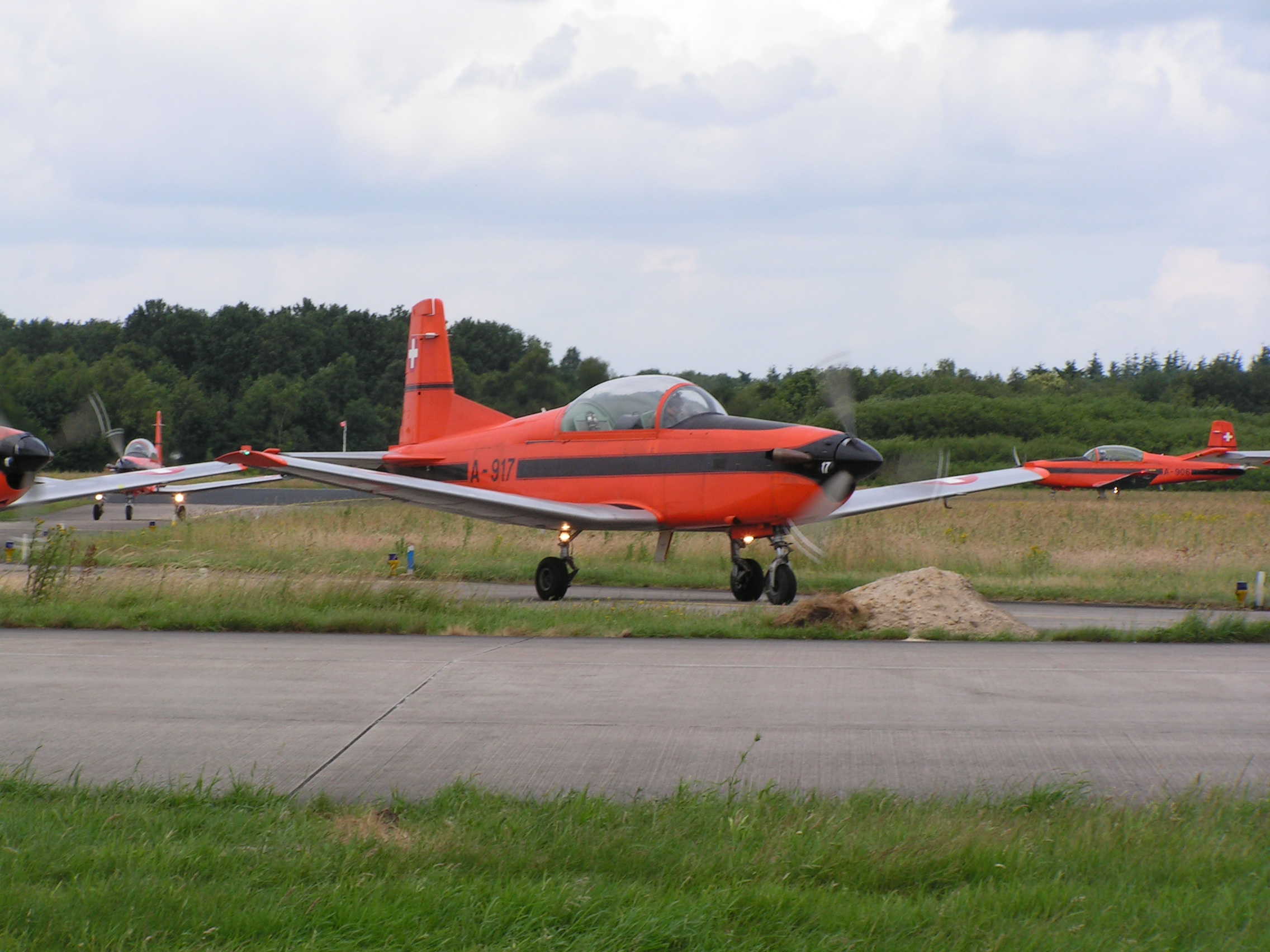
PC-7 Turbo Trainer

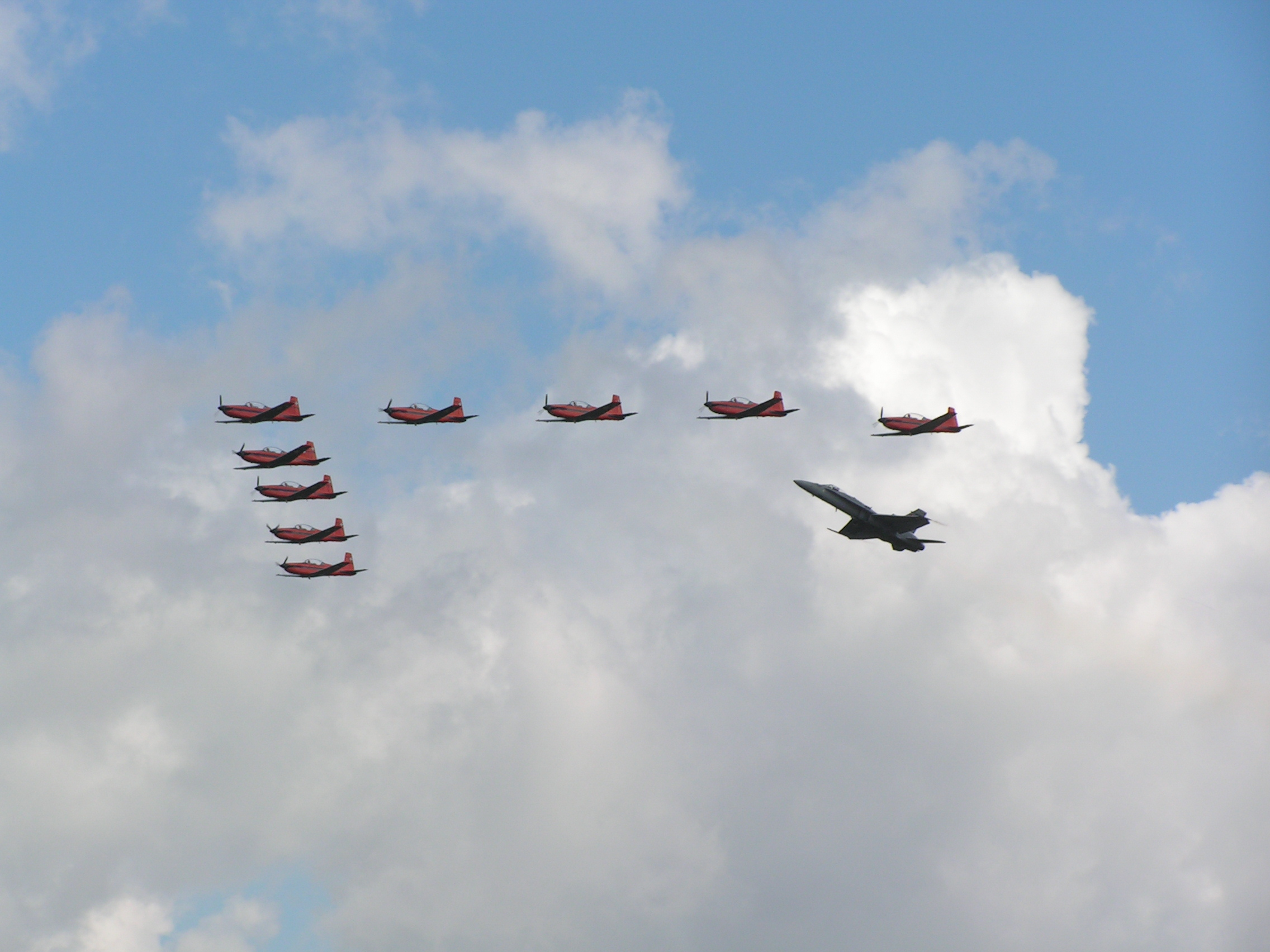
PC-7 Team assieme ad un F/A - 18 Hornet

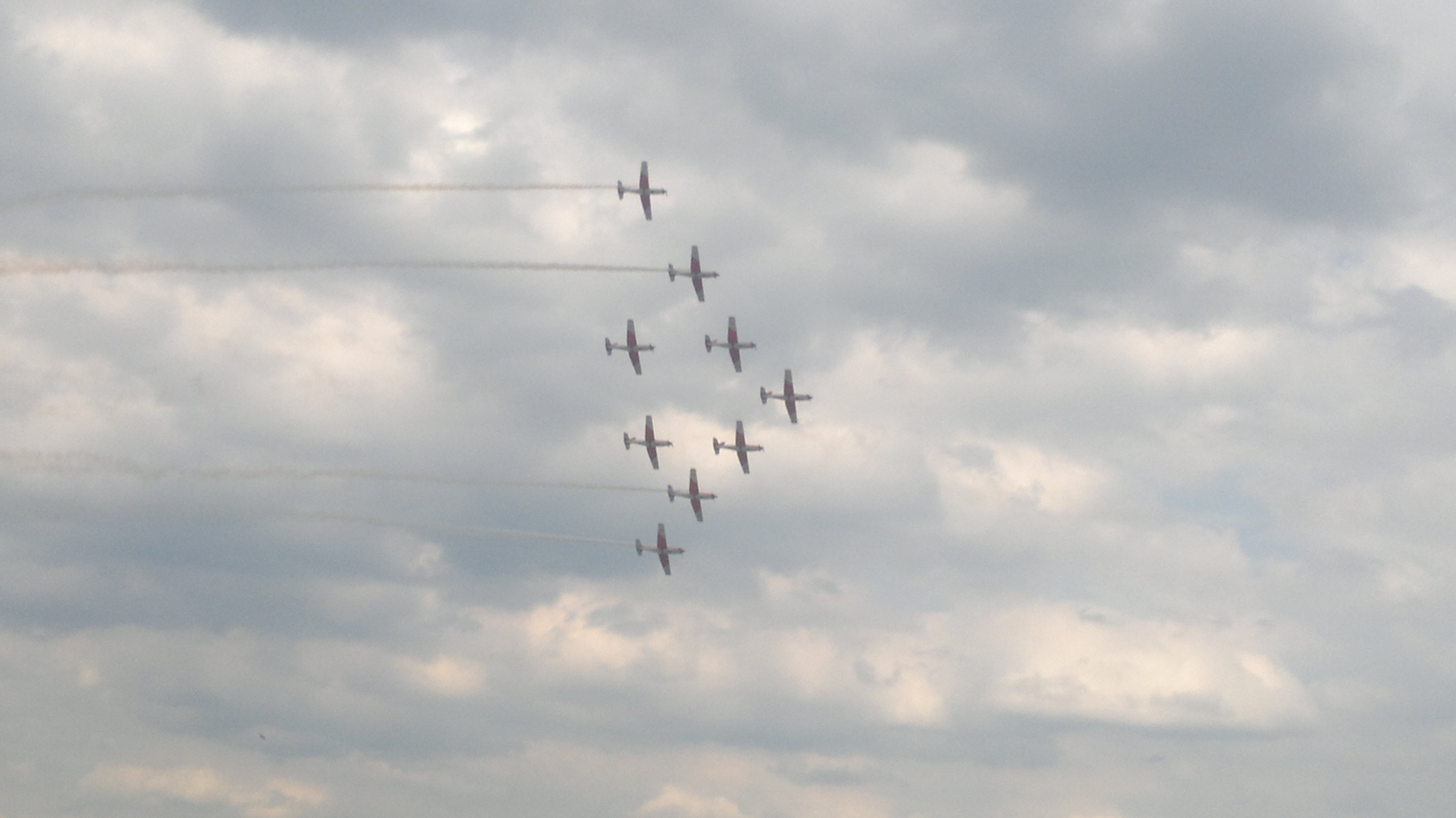
PC-7Team smoke

Il PC-7 Team è la seconda pattuglia acrobatica ufficiale delle Forze Aeree Svizzere. La pattuglia, che vola su 9 Pilatus PC-7 Turbo Trainer dalla livrea bianca e rossa, ha sede ufficiale presso l'aeroporto militare di Payerne. Ambasciatrice di prestigio, la pattuglia si esibisce in Svizzera e all'estero, con un'ottima fama e ricevendo diverse distinzioni.

## Storia
Nel 1987, in occasione dell'"air force championships" di Dübendorf, le Forze aeree svizzere presentarono una formazione di 9 aerei PC-7 con l'intenzione di presentare un programma acrobatico. Dopo un anno di inattività, in occasione del 75º anniversario delle forze aeree svizzere, si decise di formare ufficialmente il Team. Vennero così designati nove piloti che, sotto la supervisione del Maggiore Res Dubs ( ex leader Patrouille Suisse, cominciarono le esercitazioni.
Nel 1998, per questioni economiche, la sopravvivenza del Team venne messo in serio pericolo. Malgrado siano riusciti a superare questo momento, il PC-7 Team soffre di un elevato Turn over dei piloti, i quali restano nel team per un periodo che varia dai due ai sette anni. Molti piloti abbandonano la carriera militare per motivi familiari, di carriera o a favore di una nuova occupazione in una compagnia aerea.
A partire dalla stagione 2008 il PC-7 Team si presenta con un importante rinnovo. Il cambiamento più visibile è il passaggio dalla livrea arancione- grigia, che distingueva gli aerei della pattuglia, ad una livrea bianca- rossa. D'altra parte, le modifiche meno visibili, riguardano il completo ridisegnamento del cockpit e l'eliminazione di alcune vecchie strumentazioni. Gli aerei, inoltre, sono stati dotati di pilota automatico e sistema GPS, rendendoli completamente compatibili con il sistema IFR.

## Team
| Rufname       | Position         | Name                                |
| ------------- | ---------------- | ----------------------------------- |
| Commander     | Commander        | Oberst Lt. Daniel Stämpfli "Stampa" |
| Turbo Uno     | Leader           | Capt Andreas Menk "Menkster"        |
| Turbo Due     | Right Wing       | Capt Silvan Andereggen "Gollum"     |
| Turbo Tre     | Left Wing        | Capt Andri Gaudenz "Gaudi"          |
| Turbo Quattro | Slot             | Capt Maurice Mattle "Moe"           |
| Turbo Cinque  | left outer wing  | Capt Beda Staehelin "Beda"          |
| Turbo Sexi    | Right outer wing | Capt Marius Egger "Pnö"             |
| Turbo Sette   | 2. Solo          | Capt Benjamin Matthey "Daffy"       |
| Turbo Otto    | 1. Solo          | Capt Christian Savary "Sassel"      |
| Turbo Nove    | 2. Lead          | Capt Matthias Grossen "Nemo"        |
| PR1           | Speaker          | Capt Philippe Hertig „Philippe“     |
| PR2           | Speaker          | Spec Of Cédric Spörri „Cedi“        |
| Spare         | Spare Pilot      |                                     |